# Del City (Oklahoma)
Del City es una ciudad ubicada en el condado de Oklahoma en el estado estadounidense de Oklahoma. En el año 2010 tenía una población de 		21332 habitantes y una densidad poblacional de 		1.093,95 personas por km².

## Geografía
Del City se encuentra ubicada en las coordenadas 35°26′34″N 97°26′28″O / 35.44278, -97.44111 (35.442778, -97.441111).

## Demografía
Según la Oficina del Censo en 2000 los ingresos medios por hogar en la localidad eran de $32,218 y los ingresos medios por familia eran $36,515. Los hombres tenían unos ingresos medios de $28,806 frente a los $21,997 para las mujeres. La renta per cápita para la localidad era de $15,717. Alrededor del 3.3% de la población estaban por debajo del umbral de pobreza.